# Gunhildkorset
Gunhildkorset er et kors i hvalrostand, der er navngivet efter sin først ejer, Gunhild, der skulle være datter af den danske kong Svend Grathe. Det bærer både inskription skrevet med latin og med runer. Det befinder sig i dag på Nationalmuseet i København.

## Historie
Forskere mener, at korset blev fremstillet omkring år 1150. Den latinske inskriptionbeskriver at "Luitger, der har skåret mig på opfordring af Helena, også kaldet Gunhild". Hun beskrives som en datter af den store "Kong Svend", som ifølge den danske kunsthistoriker Harald Langberg refererer til Svend Grathe (død 1157), og ikke som tidligere troet Svend Estridsen. Kunstnere Luitger kendes ikke fra andre værker.
Korset nævnes første gang i skriftlige kilder i 1650, hvor det skulle have tilhørt Sophie Axelsdatter Brahe, der var gift med Holger Rosenkrantz. I 1684 blev det købt af Det kongelige Kunstkammer. I 1945 blev det overført til Nationalmuseet.

## Beskrivelse
Korset er skåret af to stykke hvalrostand, og det måler 29x22 cm. Det var oprindeligt malet rødt, blåt og guld.
Den centrale kristusfigur mangler fra forsiden. De fire arme er dekoreret med medaljoner af kvindefigurer, der symboliserer Livet (øverst) og Døden (nederst) samt den sejrende kirke (til venstre) og den tabende synagoge (til højre). Bagsiden af korset er også dekoreret med en tronende Kristus på Dommedag. De fire medaljoners bagside er prydet med Himlen (øverst) og Helvede (nederst) samt de frelste (til venstre) og de fordømte (til højre).
I midten af hver arm står inskriptionen. Gunhild står med runer.